# Amy Danles
Amy Danles is een Amerikaans actrice en stemacteur. Haar grootste rol was die Enid Rollins in de Amerikaanse tienertelevisieserie Sweet Valley High. Ze speelde die rol de gehele serie, in totaal 88 afleveringen verdeeld over vier seizoenen.

## Privéleven
In 1999 trouwde ze met Manley Pope, een acteur die ze leerde kennen tijdens de serie Sweet Valley High. Samen hebben ze een tweeling gekregen.

## Filmografie

### Series
- Sweet Valley High (1994-1997)

### Tekenfilmseries
- The Maxx (stem van Sarah)  (1995)
- The Zeta Project (2002)
- Princess Tenko and the Guardians of the Magic (1995-1996)

### Films
- The Moravian Massacre (docudrama) (1996)
- What's Right With America (1997)
- The Fanatics (1997)
- The Brittany Murphy Story (2014)